# 乌佩
乌佩（法語：Oupeye，法語發音：[upɛj]）是比利时瓦隆大区列日省列日區的一个市镇，通行法语，是比利时法语社群的一部分，人口25,297人（2018年）。